# Хрящ-молочник осиковий
Хрящ-молочник осиковий, хрящ-молочник тополевий (Lactarius controversus (Pers.) — вид умовно їстівних грибів роду хрящ-молочник (Lactarius) родини сироїжкові (Russulaceae). Гриб класифіковано в 1800 році.

## Будова
Шапка 5-15 (30) см у діаметрі, товста, щільна, м'ясиста, спочатку подушковидно-опукла, згодом увігнуто-розпростерта, світло-кремова, з розпливчастими рожевими або червонуватими плямками, іноді вся брудно-рожевувата; гола, клейкувата, часто по краю з водянистими концентричними смугами.
Гіменофор пластинчастий. Пластинки кремуваті, з рожевим відтінком, з віком брудно-рожевуваті, червонуваті.
Спори 6-8х5-5 мкм.
Ніжка 2-5х1,5-4 (а) см, щільна, кольору шапинки.
М'якоть дуже щільна, білувата, з часом у шапинці рожевувата, у ніжці жовта, при розрізуванні на повітрі не змінюється, пекуче-їдка, з приємним запахом. Молочний сік білий, їдкий або гіркий (у молодих плодових тіл не дуже їдкий), на повітрі не змінюється.

## Поширення та середовище існування
Росте у листяних та мішаних лісах, переважно під осикою, тополею, осокором, вербою. В Україні росте на Поліссі та в Лісостепу. Плодові тіла утворює в серпні — листопаді.

## Практичне використання
Умовно їстівний гриб. Перед використанням вимочують протягом доби, двох або відварюють 15-20 хвилин, після того засолюють, смажать.